# NGC 2984
NGC 2984 est une galaxie lenticulaire située dans la constellation du Lion. NGC 2984 a été découverte par l'astronome germano-britannique William Herschel en 1784. Cette galaxie a aussi été observée par l'astronome français Stéphane Javelle le 22 avril 1892 et elle a été ajoutée au catalogue IC sous la cote IC 556.

## Caractéristiques
Sa vitesse par rapport au fond diffus cosmologique est de 6 488 ± 23 km/s, ce qui correspond à une distance de Hubble de 95,7 ± 6,7 Mpc (∼312 millions d'al).
À ce jour, une mesure non basée sur le décalage vers le rouge (redshift) donne une distance d'environ 91,800 Mpc (∼299 millions d'al). Cette valeur est à l'intérieur des valeurs de la distance de Hubble.

## Paire de galaxies
Les galaxies NGC 2984 et IC 552 sont dans la même région du ciel et selon l'étude réalisée par Abraham Mahtessian, elles forment une paire de galaxies.